# Philya lowryi
Philya lowryi är en insektsart som beskrevs av Frederick Byron Plummer. Philya lowryi ingår i släktet Philya och familjen hornstritar. Inga underarter finns listade i Catalogue of Life.